# Julija Paratowa
Julija Jewheniwna Paratowa (ukrainisch Юлія Євгенівна Паратова; * 7. November 1986 in Odessa) ist eine ukrainische Gewichtheberin.

## Karriere
Paratowa erreichte ihre erste Medaille bei den Europameisterschaften 2011 mit einem zweiten Platz in der Klasse bis 58 kg. Ein Jahr später gewann sie bei den Olympischen Sommerspielen 2012 in London mit einem Gesamtgewicht von 199,9 kg die Bronzemedaille. Sie wechselte ab diesem Wettkampf in die Gewichtsklasse bis 53 kg. Bei den Europameisterschaften 2013 gewann sie ihre erste internationale Goldmedaille. 2013 nahm sie erstmals bei den Weltmeisterschaften im Gewichtheben teil, welche sie auf dem 5. Platz in der Gesamtwertung beendete.
Bei den Europameisterschaften 2014 in Tel Aviv gewann Paratowa, wie drei Jahre zuvor, die Silbermedaille. Die Weltmeisterschaften 2014 beendete sie auf dem 6. Rang. Ihre zweite Goldmedaille konnte sie bei den Europameisterschaften 2015 mit einem Gewicht von 200 kg gewinnen. Paratowa erzielte bei den Weltmeisterschaften 2015 den achten Platz.
2016 erzielte sie ihre letzte internationale Medaille bei den Europameisterschaften mit einem Gesamtgewicht von 202 kg. Sie nahm im selben Jahr außerdem an ihren zweiten Olympischen Spielen, den Olympischen Sommerspielen in Rio de Janeiro, teil. Erstmals trat sie in der Gewichtsklasse bis 48 kg teil, wobei sie mit 179 kg den achten Platz belegte.